# Rorippa sylvestris
Rorippa sylvestris là một loài thực vật có hoa trong họ Cải. Loài này được (L.) Besser miêu tả khoa học đầu tiên năm 1821.